# Niccolò di Lorenzo
Niccolò di Lorenzo (dit aussi : Alemannus ; Dilorenzo ; Lorenz ; (it) Nicholo di Lorenzo della Magna [d'Alemagna] ; Nicolaus Laurentii ; Nicolaus Germanus ; Tedescho) est un éditeur-imprimeur originaire de Silésie, qui exerça son métier à Florence à la fin du XVe siècle. Sa production compte parmi les plus beaux incunables.

## Biographie
« Lorenzo » est originaire du diocèse de Breslau (aujourd'hui en Pologne). Copiste et calligraphe (mais il est aussi qualifié de « prêtre et d'astronome »), il part travailler à Mayence au service d'un couvent de sœurs bénédictines, lesquelles composent et impriment leurs textes, sans doute sous l’œil d'un maître typographe à ce jour non identifié. 
Puis, il part en Italie et exerce en tant que copiste et typographe à Lendinara en 1471, et ensuite on le retrouve à Mantoue. 
Sa période florissante en tant qu'imprimeur et éditeur à Florence occupent les années 1475-1486. S'il existe d'autres ouvrages sortis de ses presses en dehors de cette période, les recherches actuelles n'en disent rien. 
Parmi les 21 ouvrages recensés et attribués à Lorenzo, l'on trouve le Monte santo di Dio d'Antonio Bettini, comprenant les trois premières estampes au monde gravées sur cuivre : il s'agit d'un travail attribué à Baccio Baldini exécuté à partir des dessins de Botticeli. En 1481, sort de ses presses l'édition revue et corrigée par Cristoforo Landino de La Commedia de Dante, là aussi illustrée par ce même duo d'artistes. Au regard du contexte politique, ces joyaux de la Renaissance paraissent dans les remous provoqués par la conjuration des Pazzi. 
Son fils, « Gianni di Niccolò », travaille dans son atelier vers 1482-1483. 
La dernière impression datée sortie de son atelier correspond au 15 juin 1486.

## Ouvrages imprimés et datés
Parmi sa production, l'on retiendra :

De medicina (réédition quelques années plus tard d'une édition originale par Alde Manuce).

- 1476 : Marsilio Ficino, De christiana religione
- 1477 : Antonio Bettini, Monte santo di Dio
- 1478 : Aulus Cornelius Celsus, De medicina liber
- 1481 : Dante Alighieri, La Commedia
- 1482 : Francesco Berlinghieri, Septe giornate della geographia d'après Ptolémée
- 1485 : Leon Battista Alberti, De re aedificatoria
- 1485-1486 : Ange Politien, Silva cui titulus Ambra
- 1486 : Morali di S. Gregorio vulgari in lingua thoscana